# ناثان روس
ناثان روس (بالإنجليزية: Nathan Ross)‏ هو وكيل مواهب أمريكي، ولد في القرن العشرين في الولايات المتحدة.